# OK Orinto
OK Orinto är en orienteringsklubb i Rävlanda, Härryda kommun som bildades den 10 februari 1952. Deras träningar utgår oftast från Orintostugan som ligger vid Rammsjön i Rävlanda. Klubben har inte bara medlemmar från Rävlanda utan även många från Bollebygd och Hindås.
Klubben har arrangerat ett flertal tävlingar i närtrakten där de största är deras årliga vårtävlingar som brukar få över 1000 deltagare.
Runt stugan finns även ett motionsspår markerat med reflexer samt en orienteringsbana som byts ut varje vecka.